# 龙门派
龍門派是為道教全真派內部繁衍出七個支派之一，為“長春子”丘處機所創。因丘处机曾隐修陇州龙门（今宝鸡市）山，故取名“龙门”。该派尊丘处机为祖师，尊丘处机弟子赵道坚（赵抱元）为创派宗师。

## 歷史源流
元朝時，由於元太祖成吉思汗信用丘處機管理天下道教，因此龍門派發展甚旺。在各地成立多許多宮觀。但丘處機於1227年逝世後，龍門派漸衰，一直到清順治年間，龙门派第七代“律師”王常月在北京白雲觀講道，吸收弟子千餘人，龍門派再度興盛。其後並至南方傳道，在全国各地，乃至东北、西南、西北等边远地区，皆有龙门派的传播。
龙门派第十一代“素朴散人”刘一明（1734－1821），遇“龛谷老人”、“仙留丈人”传丹术以后，修道传教，著书立说，所写丹书被辑为《道书十二种》，流传颇广，成为清代内丹学一大家。
龍門派道士最迟至清末，也多兼行斋醮祈禳。

### 龍門派道家、道士（清末－现代）
第十一代闵一得进一步融摄儒佛，开“龙门方便法门”，以三教同修，“融汇儒佛、遵行戒律、勤练内丹”，使該派大盛。至今仍是道教重要的道派之一。
在二十世纪、八九十年代，美国汉学家比尔·波特亲身探访隐居在终南山等地的中国现代隐士，写成《空谷幽兰》一书。
在二十世纪八九十年代的中国大陆，《大道行》一书记述了龙门派第十八代“孤独居士”王力平修炼的过程。美国汉学家Thomas Cleary 将《大道行》译成英文为 “Opening the Dragon Gate: The Making of a Modern Taoist”。 王力平用现代语言讲解古代道家修炼的《灵宝毕法》的部分内容，被称之为“灵宝通智能内功术”。 另外一本名为《行大道》的书的作者们声称该书总结记述了王力平先生早年传功授法的理论和实践。

### 龍門派百字「字輩表」
道德通玄靜　真常守太清　一陽來復本　合教永圓明
至理宗誠信　崇高嗣法興　世景榮惟懋　希微衍自寧
未修正仁義　超升雲會登　大妙中黃貴　聖體全用功
虛空乾坤秀　金木性相逢　山海龍虎交　蓮開現寶新
行滿丹書詔　月盈祥光生　萬古續仙號　三界都是亲

## 历代宗师
- 第一代：赵道坚
- 第二代：张德纯
- 第三代：陈通微
- 第四代：周玄朴
- 第五代起，分张静定和沈静圆两支传播：
  - 张静定 → 赵真嵩（第六代） → 王常月（第七代）
  - 沈静圆 → 卫真定（第六代） → 沈常敬（第七代）

## 支派
- 云巢支派
- 天柱观支派
- 金鼓洞支派
- 桐柏宫支派
- 金山派（崂山派）